# Comuna de Reszel
Reszel (polaco: Gmina Reszel) é uma gminy (comuna) na Polónia, na voivodia de Vármia-Masúria e no condado de Kętrzyński. A sede do condado é a cidade de Reszel.
De acordo com os censos de 2004, a comuna tem 8482 habitantes, com uma densidade 47,5 hab/km².

## Área
Estende-se por uma área de 178,71 km², incluindo:
- área agricola: 71%
- área florestal: 14%

## Demografia
Dados de 30 de Junho 2004:
|                      | Total   | Total | Mulheres | Mulheres | Homens  | Homens |
| -------------------- | ------- | ----- | -------- | -------- | ------- | ------ |
|                      | pessoas | %     | pessoas  | %        | pessoas | %      |
| População            | 8482    | 100   | 4384     | 51,7     | 4098    | 48,3   |
| Densidade (pop./km²) | 47,5    | 100   | 24,5     | 24,5     | 22,9    | 22,9   |

De acordo com dados de 2002, o rendimento médio per capita ascendia a 1361,5 zł.

## Subdivisões
- Bezławki, Dębnik, Klewno, Leginy, Łężany, Mnichowo, Pieckowo, Pilec, Plenowo, Ramty, Robawy, Siemki, Święta Lipka, Tolniki Małe, Widryny, Wola, Worpławki, Zawidy.

## Comunas vizinhas
- Bisztynek, Kętrzyn, Kolno, Korsze, Mrągowo, Sorkwity